# Acrotrichis norvegica
Acrotrichis norvegica är en skalbaggsart som beskrevs av Embrik Strand 1941. Acrotrichis norvegica ingår i släktet Acrotrichis, och familjen fjädervingar. Arten är reproducerande i Sverige.